# Siêu nhân trở lại
Siêu nhân trở lại (tựa gốc: Superman Returns) là một phim siêu anh hùng của Mỹ năm 2006 do Bryan Singer đạo diễn và sản xuất, dựa trên nhân vật truyện tranh Superman của DC Comics. Đây là phần tiếp nối homage đối với Superman (1978) và Superman II (1980), trong khi bỏ qua các sự kiện trong Superman III (1983), Superman IV: The Quest for Peace (1987) và phần spin-off Supergirl (1984). Trong phim, diễn viên Brandon Routh thủ vai Clark Kent/Superman, Kate Bosworth vai Lois Lane, Kevin Spacey vai Lex Luthor, với sự góp mặt của các diễn viên phụ James Marsden, Frank Langella và Parker Posey. Nội dung phim nói về nhân vật chính (Superman) trở lại Trái Đất sau 5 năm vắng mặt. Anh phát hiện người yêu của mình là Lois Lane đã có gia đình riêng, trong khi kẻ thù không đội trời chung Lex Luthor đang âm mưu tiêu diệt Superman và thế giới.

## Nội dung
Superman đã biến mất trong 5 năm, kể từ khi anh đến địa điểm mà các nhà thiên văn tin rằng họ đã phát hiện ra tàn tích của hành tinh Krypton. Trong thời gian vắng mặt, kẻ thù của Superman, Lex Luthor, đã được ra tù và kết hôn với một góa phụ giàu có để có được tài sản sau khi bà ta qua đời. Superman, thất bại trong việc tìm kiếm những người Krypton còn sống sót, trở lại Trái đất và với thân phận nhà báo Clark Kent, tiếp tục công việc tại tòa soạn Daily Planet ở Thành phố Metropolis. Sau đó, anh biết rằng Lois Lane đã đoạt được giải thưởng Pulitzer khi viết bài báo "Tại sao thế giới không cần Superman". Trong khi đó, Luthor đến Pháo đài Cô đơn (Fortress of Solitude) và đánh cắp các tinh thể Krypton, thứ mà hắn mang về làm thí nghiệm rồi gây ra vụ mất điện ở Bờ Đông Hoa Kỳ. Sự cố mất điện gây trở ngại cho quá trình bay thử nghiệm của một tàu con thoi được đặt phía trên một máy bay dân dụng. Lois cũng đang có mặt trên máy bay đó. Clark chuyển sang thân phận Superman và bay đến cứu chiếc máy bay kịp thời, đặt nó xuống một sân vận động.
Thế giới vui mừng trước sự trở lại của Superman, nhưng anh gặp khó khăn khi đối mặt với vị hôn phu của Lois, Richard White, cháu trai của Tổng biên tập Perry White, và cậu con trai 5 tuổi của họ, Jason. Khi Superman giải cứu một chiếc xe mất kiểm soát trên đường phố (người lái xe là nữ tay sai của Luthor, Kitty Kowalski), Luthor đã đánh cắp đá Kryptonite từ Bảo tàng Lịch sử Tự nhiên Metropolis. Perry sau đó chỉ định Lois phỏng vấn Superman trong khi Clark điều tra vụ mất điện. Lois và Jason vô tình lên du thuyền của Luthor và bị bắt sau khi Lois quyết định điều tra vụ mất điện. Luthor tiết lộ âm mưu sử dụng một trong những tinh thể Krypton bị đánh cắp, thứ mà hắn đã kết hợp với Kryptonite, để tạo ra một vùng lục địa mới ở Bắc Đại Tây Dương, thay thế lục địa Hoa Kỳ và giết hàng triệu người vô tội.
Thấy Jason dường như có phản ứng nhẹ với Kryptonite, Luthor hỏi bố của Jason là ai; Lois khẳng định rằng bố cậu bé là Richard. Tinh thể bắt đầu tạo ra vùng đất mới của Luthor, trong khi Lois cố gắng chạy thoát nhưng bị một tên tay sai tấn công. Jason ném một cây đàn piano vào tên tay sai, giết chết hắn, điều này tiết lộ cậu bé chính là con trai của Superman. Trong khi đó, Superman đang cứu người dân Metropolis khi một vài công trình trong thành phố bắt đầu sụp đổ do sự phát triển của vùng đất mới. Richard lái một chiếc máy bay ra biển để giải cứu Lois và Jason. Superman nhanh chóng đến giúp đỡ gia đình họ và sau đó bay đi tìm Luthor.
Gặp Luthor, Superman phát hiện ra vùng đất chứa đầy Kryptonite, thứ khiến anh suy yếu đến mức bị Luthor và thuộc hạ của hắn đánh đập. Superman bị Luthor đâm bằng một mảnh Kryptonite trước khi rơi xuống biển và sắp bị chết đuối. Lois yêu cầu Richard quay lại để cứu Superman, sau đó cô lấy mảnh Kryptonite ra khỏi lưng anh. Superman, sau khi lấy lại sức mạnh từ mặt trời, nâng vùng đất lên sau khi đặt nhiều lớp đất giữa anh và Kryptonite. Luthor và Kitty chạy thoát bằng máy bay trực thăng. Kitty, không muốn để hàng triệu người chết, đã vứt những tinh thể mà Luthor đã đánh cắp từ Pháo đài Cô đơn. Cô và Luthor bị mắc kẹt trên một đảo hoang khi chiếc trực thăng của họ hết nhiên liệu. Superman đẩy vùng đất vào không gian, nhưng bị Kryptonite làm suy yếu và rơi trở lại Trái đất.
Các bác sĩ lấy Kryptonite ra khỏi vết thương của Superman, nhưng họ không thể làm phẫu thuật trên làn da cứng như thép của anh. Trong khi Superman vẫn hôn mê tại bệnh viện, Lois và Jason đến thăm anh, Lois thì thầm một bí mật vào tai anh và hôn anh. Người đàn ông thép sau đó tỉnh lại và bay đến thăm Jason, lặp lại câu nói của cha anh, Jor-El, với Jason khi cậu bé đang ngủ. Lois bắt đầu viết một bài báo khác với tiêu đề "Tại sao thế giới cần Superman". Superman bảo cô rằng bây giờ anh đã ở lại đây, rồi bay lên quỹ đạo để quan sát thế giới.